# Julie Monaco
Julie Monaco (née en 1973 à Vienne) est une artiste contemporaine autrichienne.

## Biographie
Julie Monaco s'inscrit en 1991 à l'académie des beaux-arts de Vienne, où elle apprend la sculpture et le graphisme libre et travaille dans des studios sur les nouveaux médias. En 1998, elle vient à l'université des arts appliqués de Vienne et se spécialise dans les arts multimédias. En 2000, elle s'installe à Los Angeles pour créer de l'image animée et travailler avec Softimage. En 2002, elle obtient un diplôme de l'université des arts appliqués de Vienne.

## Œuvre
Les œuvres de Julie Monaco sont réalisées par l'informatique et comportent des objets fractals. Ce sont des représentations de la nature réalistes et sombres, de teintes grises. Elles agissent sur le spectateur comme des photographies de différents points de vue. Julie Monaco combine sa représentation réaliste de la nature avec des éléments abstraits de rendu non-photoréaliste.